# Bedazzled (1967)
Bedazzled is een Britse filmkomedie uit 1967 onder regie van Stanley Donen.

## Verhaal
De relatie van Stanley Moon zit in het slop. Hij verkoopt zijn ziel aan de duivel voor Margaret, een serveerster in het restaurant waar hij werkt. Vervolgens wordt hij echter geconfronteerd met de zeven hoofdzonden.

## Rolverdeling
| Acteur            | Personage         |
| ----------------- | ----------------- |
| Peter Cook        | Duivel            |
| Dudley Moore      | Stanley Moon      |
| Eleanor Bron      | Margaret          |
| Raquel Welch      | Onkuisheid        |
| Alba              | Hovaardigheid     |
| Robert Russell    | Gramschap         |
| Barry Humphries   | Nijd              |
| Parnell McGarry   | Gulzigheid        |
| Danièle Noël      | Gierigheid        |
| Howard Goorney    | Traagheid         |
| Michael Bates     | Inspecteur Clarke |
| Bernard Spear     | Irving Moses      |
| Robin Hawdon      | Randolph          |
| Michael Trubshawe | Lord Dowdy        |
| Evelyn Moore      | Mevrouw Wisby     |